# Acidaliastis bicurvifera
Acidaliastis bicurvifera là một loài bướm đêm trong họ Geometridae.